# Kirchenregion Basilikata

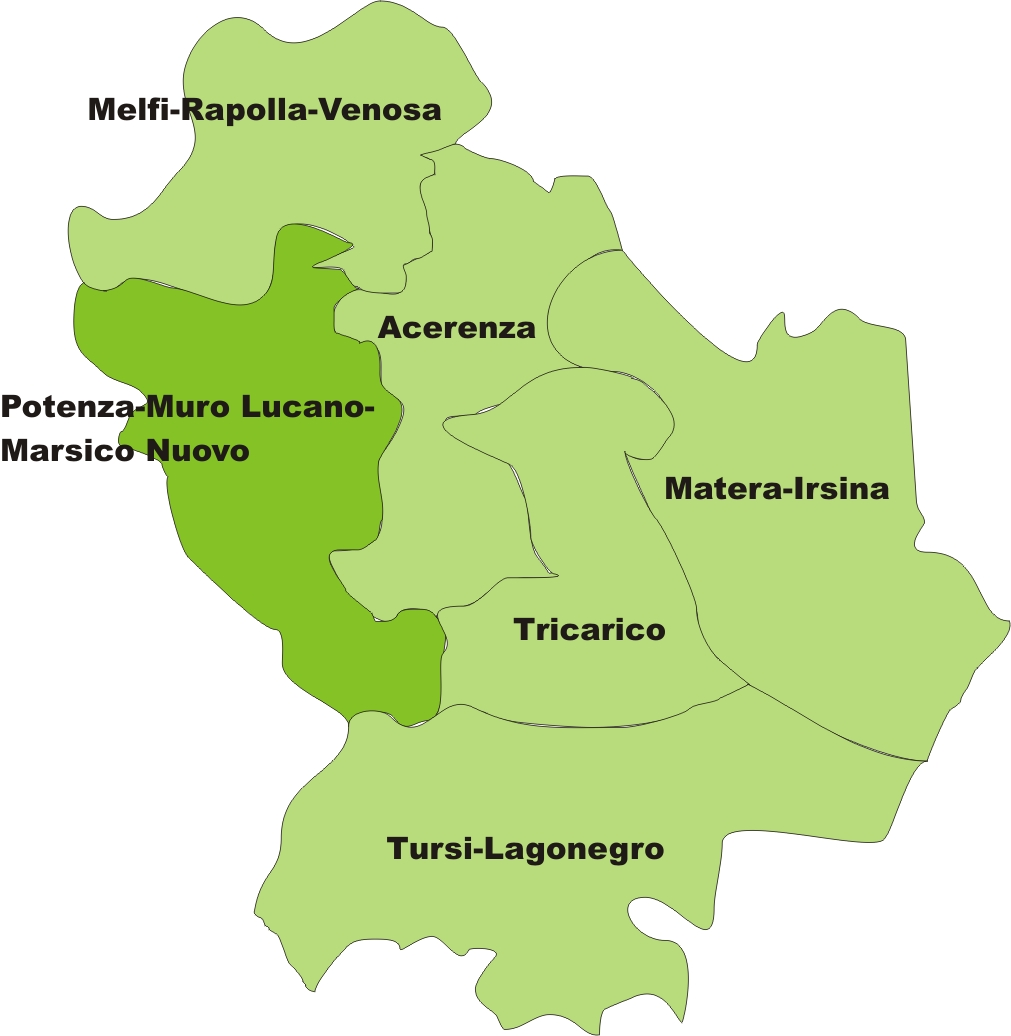
Die Kirchenregion Basilikata

Die Kirchenregion Basilikata (ital. Regione ecclesiastica Basilicata) ist eine der 16 Kirchenregionen der Römisch-Katholischen Kirche in Italien.
Territorial entspricht sie der italienischen Region Basilikata.

## Kirchenprovinz Potenza-Muro Lucano-Marsico Nuovo
- Erzbistum Potenza-Muro Lucano-Marsico Nuovo

1. Erzbistum Acerenza
2. Erzbistum Matera-Irsina
3. Bistum Melfi-Rapolla-Venosa
4. Bistum Tricarico
5. Bistum Tursi-Lagonegro

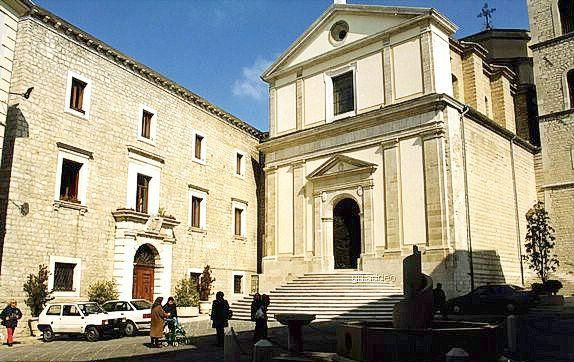
Der Dom von Potenza,
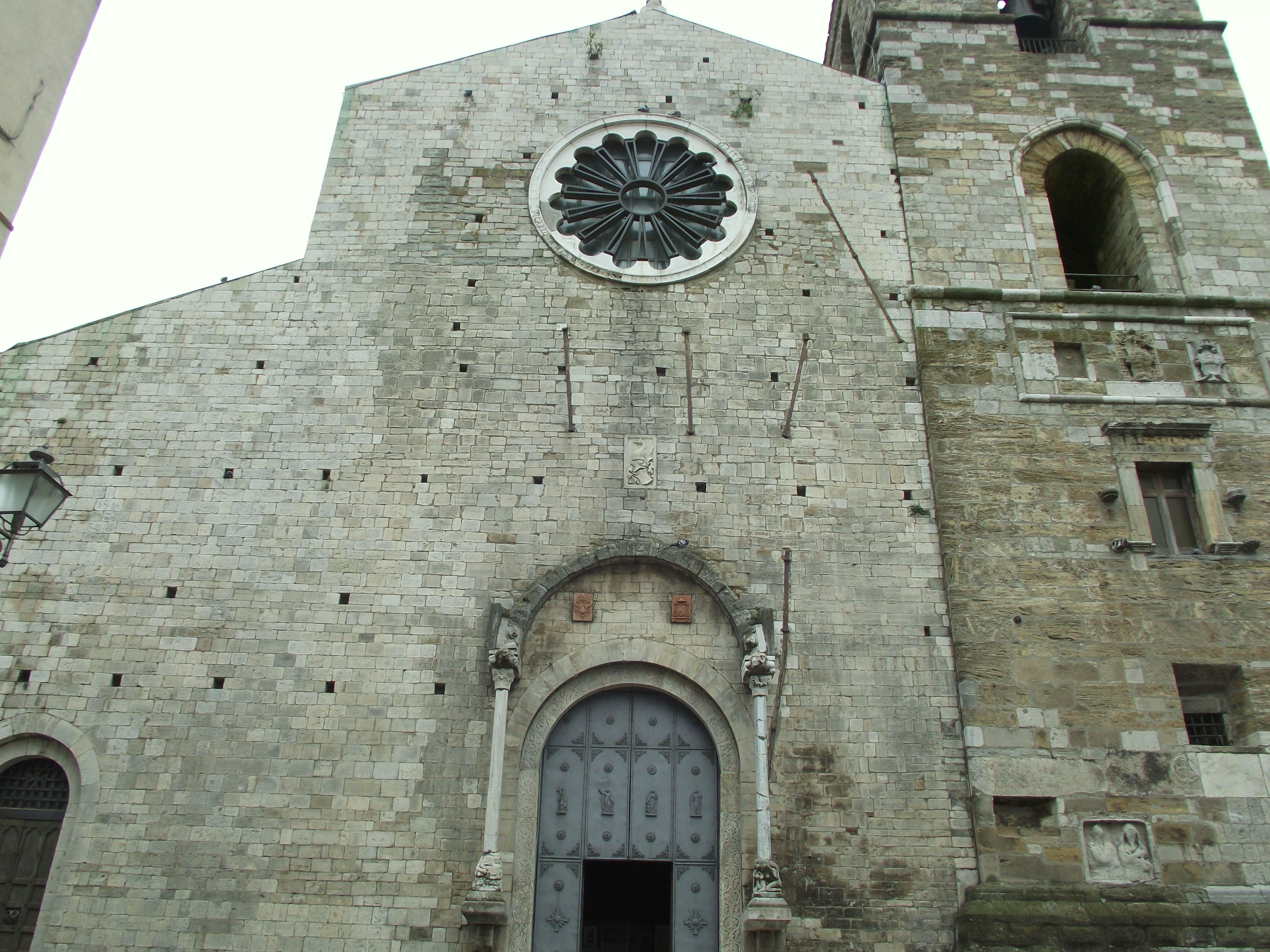
… Acerenza,
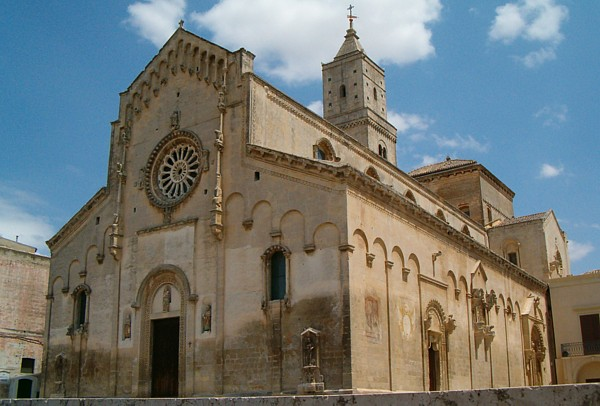
… Matera,
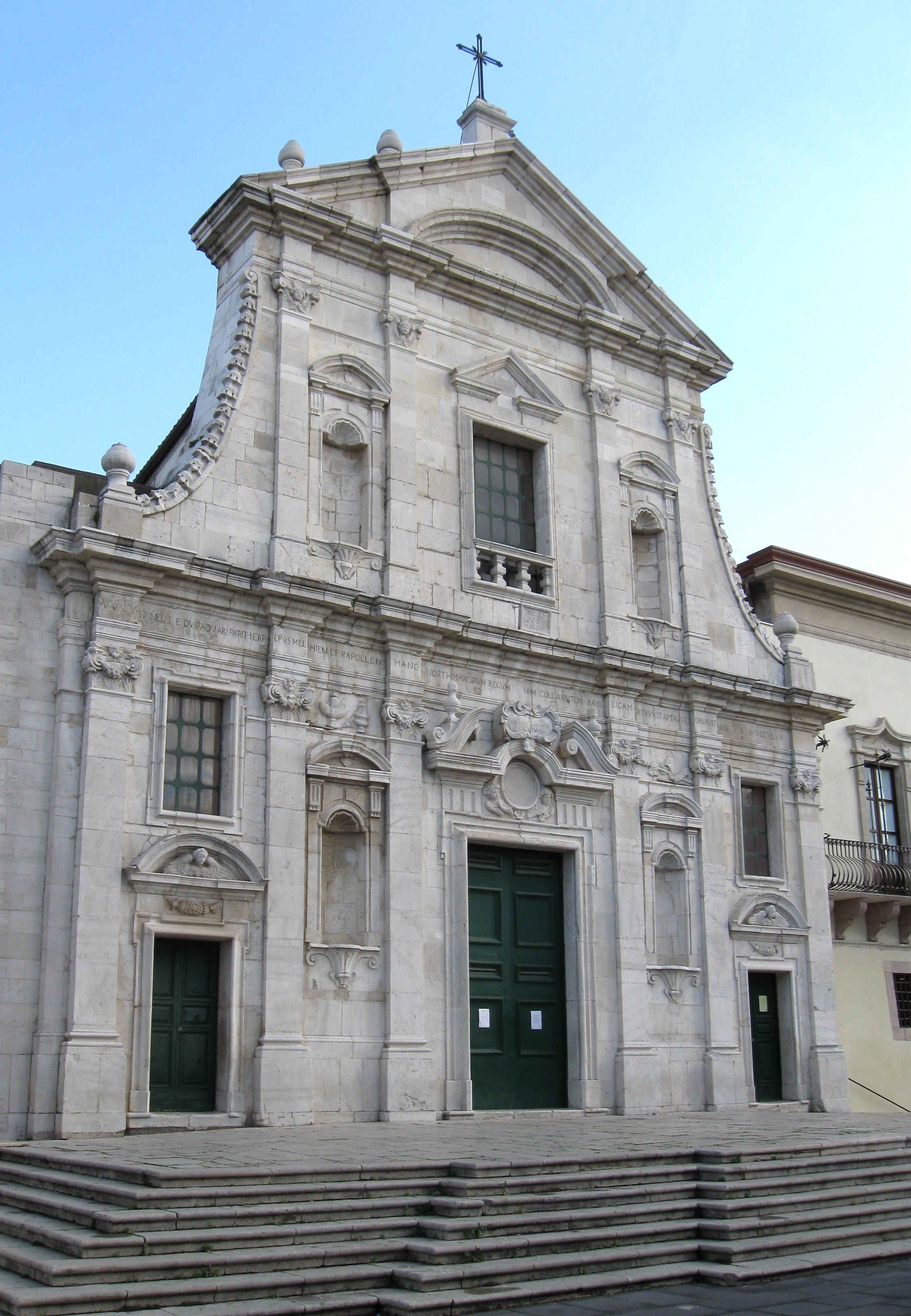
… Melfi,
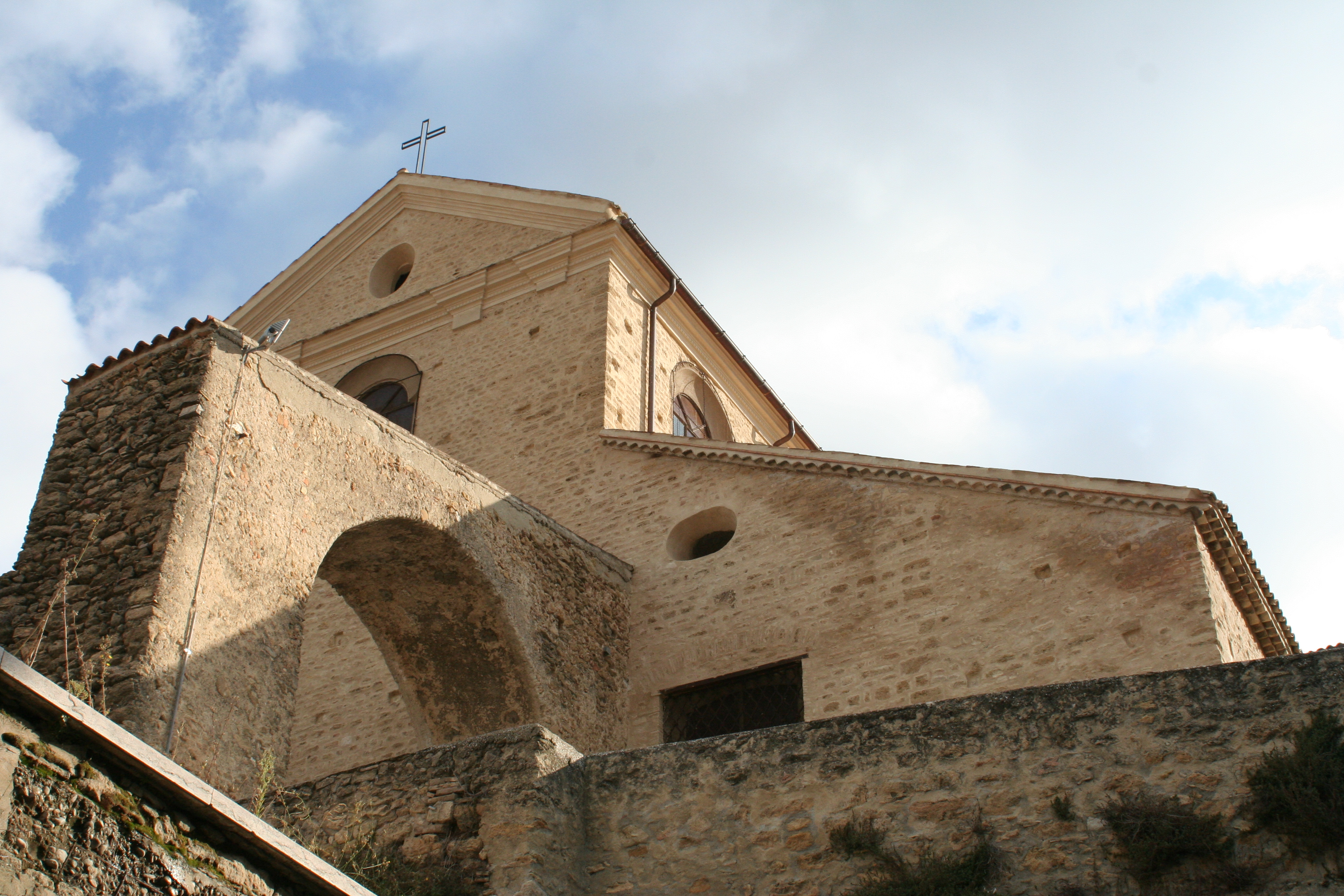
… Tricarico
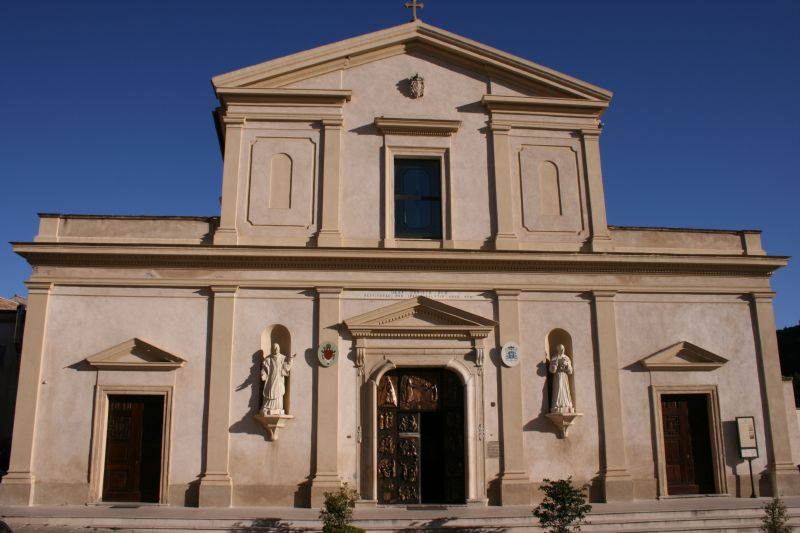
… und Tursi.